# Dobolló község
Dobolló község (románul: Comuna Dobârlău) község Kovászna megyében, Romániában. Központja Dobolló, beosztott falvai Bélmező, Dobollópatak, Márkos.

## Népessége
A 2011-es népszámlálás adatai alapján a község népessége 2135 fő volt.